# Torhamn
Torhamn är en tätort i Karlskrona kommun, kyrkby i Torhamns socken i Blekinge län.
Torhamn ligger längst ut i sydöstligaste hörnet av inte bara Blekinge utan hela Sverige. Orten hette fram till 1898 Torrum. I tätorten ligger en ICA-affär och nere vid vattnet ligger en gästhamn varifrån det går skärgårdsbåtar till öarna utanför och in till kommunens centralort Karlskrona. Från Torhamn finns bussförbindelse till Jämjö.
Torhamn Cruisers är ett band från Torhamn, startade 2009 och har gett ut 4 skivor och 2 singlar. Namnet Torhamn Cruisers är taget ifrån en film som spelades in 2007. Filmen visar ett gäng ungdomar som roar sig med sina mopeder i byn när plötsligt en keps börjar brinna. 

## Befolkningsutveckling
| Befolkningsutvecklingen i Torhamn 1960–2020    | Befolkningsutvecklingen i Torhamn 1960–2020 | Befolkningsutvecklingen i Torhamn 1960–2020 | Befolkningsutvecklingen i Torhamn 1960–2020 | Befolkningsutvecklingen i Torhamn 1960–2020 |
| ---------------------------------------------- | ------------------------------------------- | ------------------------------------------- | ------------------------------------------- | ------------------------------------------- |
|                                                |                                             |                                             |                                             |                                             |
| År                                             |                                             |                                             | Folkmängd                                   | Areal (ha)                                  |
| 1960                                           | 1960                                        |                                             | 360                                         |                                             |
| 1965                                           | 1965                                        |                                             | 329                                         |                                             |
| 1970                                           | 1970                                        |                                             | 356                                         |                                             |
| 1975                                           | 1975                                        |                                             | 410                                         |                                             |
| 1980                                           | 1980                                        |                                             | 445                                         |                                             |
| 1990                                           | 1990                                        |                                             | 483                                         | 101                                         |
| 1995                                           | 1995                                        |                                             | 473                                         | 102                                         |
| 2000                                           | 2000                                        |                                             | 461                                         | 102                                         |
| 2005                                           | 2005                                        |                                             | 473                                         | 102                                         |
| 2010                                           | 2010                                        |                                             | 423                                         | 102                                         |
| 2015                                           | 2015                                        |                                             | 559                                         | 238                                         |
| 2020                                           | 2020                                        |                                             | 553                                         | 238                                         |
| Anm.: 2015 införlivades Truseryd och Svanhalla |                                             |                                             |                                             |                                             |

## Torhamns fågelstation
Torhamns fågelstation ligger ute på udden söder om byn. Många flyttfåglar flyger förbi fågelstationen på Torhamns udde på sin färd norrut genom Kalmarsund eller söderut över Östersjön. Udden är en del i Torhamns uddes naturreservat.

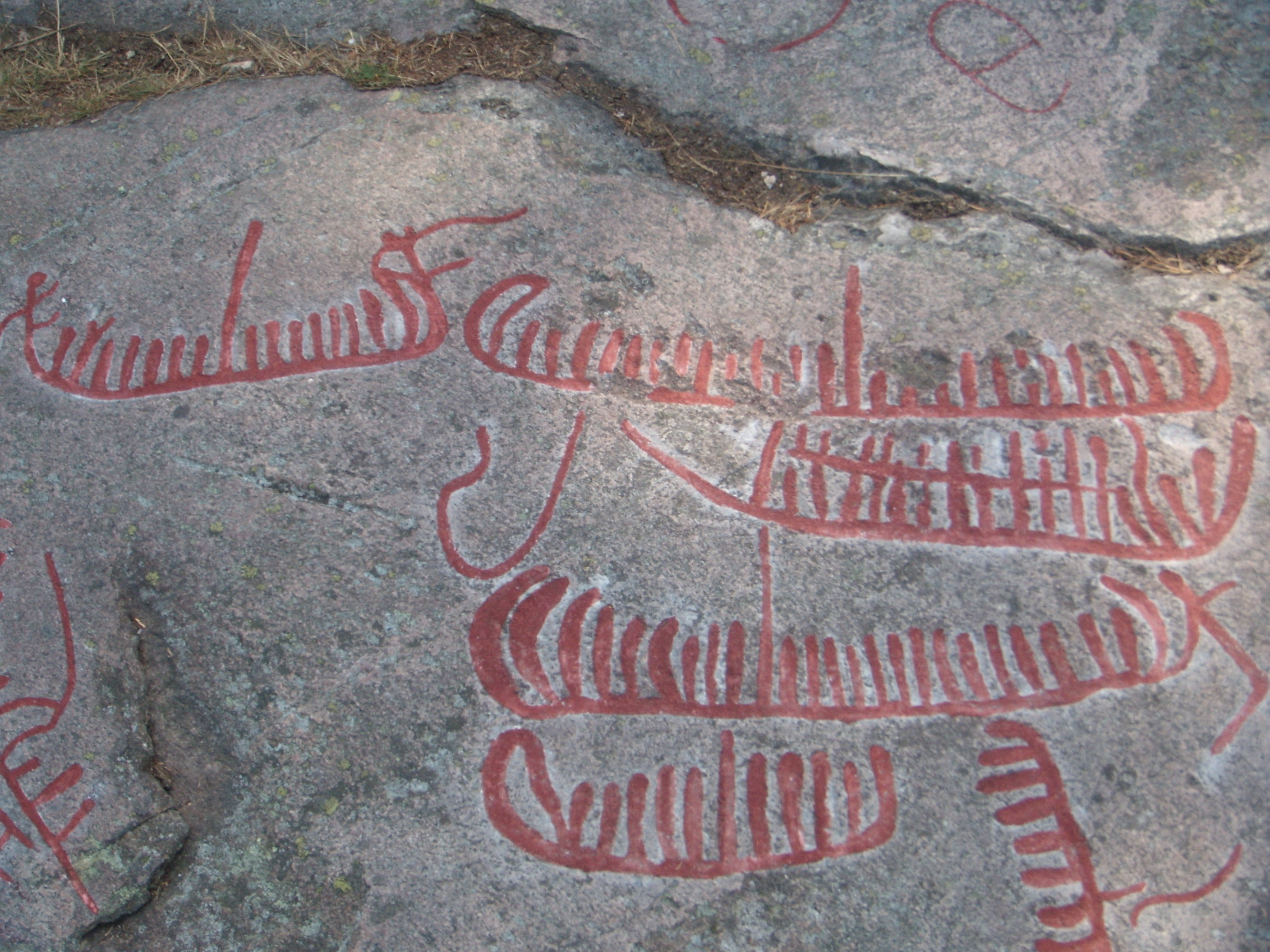
Bild Hästhallarna

## Hästhallen
Strax norr om Torhamn ligger Hästhallen som är Blekinge största hällristningsområde och är daterat till bronsåldern.

## Kända personer från Torhamn
- Sven Peter Bergman (politiker)
- Carl Thorén (politiker)
- Gunnar Torhamn (konstnär)
- Arvid Nilsson (konstnär)
- Seth Nilsson (fotograf)